# Director (informatică)

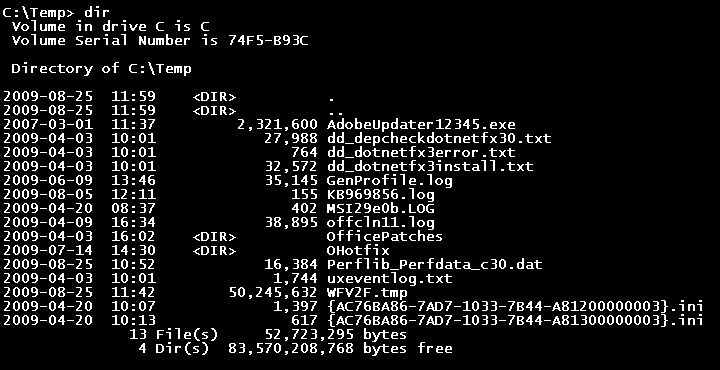
Captură de ecran a unei linii de comandă din Microsoft Windows care prezintă o listă de directoare.

În informatică, un director este o structură de catalogare a unui sistem de fișiere care conține referințe la alte fișiere din calculator și, eventual, alte directoare. Pe multe calculatoare, directoare sunt cunoscute ca dosare sau foldere, în mod analog unui banc de lucru sau unui dulap de depozitare tradițional din birou. 
Fișierele sunt organizate prin stocarea fișierelor înrudite în același director. Într-un sistem de fișiere ierarhic (adică unul în care fișierele și directoarele sunt organizate într-o manieră care seamănă cu un copac), un director conținut în interiorul altui director se numește subdirector. Termenii părinte și copil sunt adesea folosiți pentru a descrie relația dintre un subdirector și directorul în care acesta este catalogat, cel din urmă fiind părintele. Directorul din vârf într-un astfel de sistem de fișiere, care nu are un părinte propriu, se numește directorul rădăcină (în limba engleză root). 

## Prezentare generală

Diagrama unui arbore du directoare ierarhice. Directorul rădăcină este aici numit "MFD", un acronim din engleză pentru Master File Directory.

Mai demult, și chiar și pe unele sisteme înglobate moderne, sistemele de fișiere fie nu aveau deloc suport pentru directoare, fie aveau doar o structură de directoare „plană”, ceea ce înseamnă că subdirectoarele nu erau acceptate; existau doar un grup de directoare de nivel superior, fiecare conținând fișiere. În sistemele moderne, un director poate conține un amestec de fișiere și subdirectoare. 
O referință la un loc dintr-un sistem de directoare se numește cale. 
În multe sisteme de operare, programele au un director de lucru asociat în care se execută. În mod obișnuit, se presupune că numele fișierelor accesate de program se află în acest director dacă numele fișierelor nu sunt specificate explicit cu un nume de director. 
Unele sisteme de operare restricționează accesul unui utilizator doar la directorul principal sau la directorul de proiect, izolându-și astfel activitățile de ceilalți utilizatori. În versiunile inițiale ale Unix, directorul rădăcină era directorul principal al utilizatorului rădăcină, dar Unix-ul modern folosește de obicei un alt director cum ar fi /root pentru acest scop. 
În conformitate cu filozofia Unix, sistemele Unix tratează directoarele ca un tip de fișier.

### Metafora dosarului

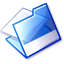
Pictograma dosarului din KDE

Numele de dosar (în engleză folder), care prezintă o analogie cu dosarul cu fișiere folosit în birouri și utilizat pentru prima dată într-un sistem de fișiere ierarhic pentru Mașina de înregistrare electronică și contabilitate (ERMA) model 1 produsă în 1958, precum și de Xerox Star, este utilizat în aproape toate mediile desktop (spațiu de lucru) ale sistemelor de operare moderne. Dosarele sunt adesea înfățișate cu pictograme care seamănă vizual cu dosarele fizice. 
Există o diferență între un director, care este un concept de sistem de fișiere, și metafora interfeței grafice care este utilizată pentru a-l reprezenta (un dosar). De exemplu, Microsoft Windows folosește conceptul de dosare speciale pentru a ajuta la prezentarea conținutului calculatorului către utilizator într-un mod destul de consistent, care îl eliberează pe utilizator de a avea de a face cu căi absolute de director, care pot varia între versiunile Windows și între instalații individuale. Multe sisteme de operare au, de asemenea, conceptul de „dosare inteligente” sau dosare virtuale care reflectă rezultatele căutării unui sistem de fișiere sau a unei alte operațiuni. Aceste dosare nu reprezintă un director în ierarhia de fișiere. Mulți clienți de e-mail permit crearea de dosare pentru organizarea de e-mailuri. Aceste dosare nu au o reprezentare corespunzătoare în structura sistemului de fișiere. 
În referirea la un container de documente, termenul dosar este mai potrivit. Termenul director se referă la modul în care o listă structurată de fișiere de documente și dosare este stocată pe calculator. Distincția se poate datora modului în care este accesat un director; pe sistemele Unix, /usr/bin/ este de obicei denumit un director atunci când este vizualizat într-o linie de comandă, dar dacă este accesat printr-un manager de fișiere grafic, utilizatorii îl pot numi dosar.

## Căutare cache
Sistemele de operare care acceptă sisteme de fișiere ierarhice (practic toate cele moderne) implementează o formă de memorie cache la memoria RAM a căutărilor recente de cale. În Unix, aceasta este de obicei numită Directory Name Lookup Cache (DNLC), deși se numește dcache în Linux.
Pentru sistemele de fișiere locale, intrările DNLC expiră în mod normal numai sub presiunea altor intrări mai recente. Pentru sistemele de fișiere de rețea este necesar un mecanism de coerență pentru a asigura că intrările nu au fost invalidate de alți clienți.